# William Blount (senator)
William Blount (Windsor (North Carolina), 26 maart 1749 - Knoxville (Tennessee), 21 maart 1800) was een Amerikaans politicus. Hij was voor North Carolina afgevaardigde tijdens de Constitutional Convention; de eerste en enige gouverneur van het Southwest Territory; en Republikeins senator voor Tennessee (1796-1797). Hij was de eerste senator die uit de Senaat werd gezet.

## Levensloop
Blount groeide op in een planters- en handelarenfamilie. Tijdens de Amerikaanse Onafhankelijkheidsoorlog was hij betaalmeester bij het 3rd North Carolina Regiment. Hij nam ook deel aan de mars van het noorden van het regiment in de late lente van 1777. Zij voegden zich bij George Washingtons’ leger om Philadelphia te verdedigen tegen de Britten. Na de slag keerde Blount terug naar North Carolina en hield zich gedurende drie jaar bezig met de rekrutering, bevoorrading en bewapening voor het leger van Washington. In mei 1780 viel een Brits leger onder leiding van Henry Clinton North Carolina binnen. Veel burgers moesten worden ingezet als soldaat. Blount hielp niet alleen met de organisatie daarvan, maar trok zelf ook ten strijde. De militie waar Blount deel van uitmaakte verloor echter en hij trok zich terug uit actieve dienst.
Blount werd actief in de politiek van North Carolina. Hij was van 1780 tot 1784 lid van het Huis van Afgevaardigden van de staat North Carolina, en korte tijd daarvan zelfs voorzitter. Ook was hij van 1788 tot 1790 lid van de Senaat van North Carolina. Namens zijn staat was tweemaal afgevaardigde naar het Continental Congress, in 1782 en 1783, en naar de Philadelphia Convention, waar de grondwet van de Verenigde Staten werd opgesteld. Hij ondertekende deze ook. In 1790 vroeg president Washington hem als gouverneur van het Southwest Territory. In deze functie bleef hij zes jaar werkzaam. Hij was voorzitter van de conventie die de grondwet van de staat Tennessee in 1796 opstelde.
In 1796 werd Blount in de Senaat gekozen. Zijn grondspeculaties in het westen leidden echter tot financiële problemen. Hij wilde twee Indianenstammen, de Creek en de Cherokee, ertoe aanzetten Groot-Brittannië te hulp te komen om de Spaanse kolonië Louisiana binnen te vallen. Een brief waarin hij zijn plan uiteenzette viel in handen van president John Adams. Deze stuurde de brief op 3 juli 1797 naar het Congres, en op 7 juli 1797 stemde het Huis van Afgevaardigden in met het houden van een impeachment-procedure tegen Blount. De Senaat besloot een dag later met 25 tegen 1 stemmen om hem uit de Senaat te zetten. Op 14 januari 1799 besloot de Senaat met 14 tegen 11 stemmen om Blount niet af te zetten. Een week eerder had de Senaat, optredend als de "High Court of Impeachment", al met dezelfde stemverhouding geoordeeld dat een senator geen "civil officer of the United States" is en dus niet vatbaar is voor impeachment.
De verwijdering uit de Senaat leek Blount weinig te deren, want in 1798 werd hij verkozen in de Senaat van de staat Tennessee en bracht het zelfs tot voorzitter. Twee jaar later overleed hij.